# Zulma Carraud
Pour les articles homonymes, voir Carraud.
Zulma Carraud, née Estelle Zulma Tourangin-Courant le 24 mars 1796 à Issoudun et morte le 24 avril 1889 à Paris, est une écrivaine française, amie et égérie de Balzac.

## Biographie
Zulma Tourangin-Courant est née le 24 mars 1796 à Issoudun, dans la maison de ses parents. Son père, Rémi Tourangin, était mercier drapier, commerçant notable, militant révolutionnaire, premier adjoint au maire. En 1803, il achète le château de Frapesle qui revient à Zulma à la mort de ses parents. C'était une famille très aisée jusqu'en 1847, date à laquelle ils sont expropriés par le chemin de fer. Elle épouse le 20 novembre 1816 (à 20 ans) son cousin, le capitaine François-Michel Carraud, qui devient en 1818 officier instructeur à l'École spéciale militaire de Saint-Cyr. Ils ont quatre enfants entre 1818 et 1831 dont un seul Yvan, né en 1826, survécut.
Laure Balzac, sœur d'Honoré, était une amie d'école de Zulma, c'est par son intermédiaire que Balzac fit la connaissance des Carraud ; les premières correspondances eurent lieu en 1829. Après la révolution de 1830, le commandant Carraud fut nommé inspecteur de la poudrerie d'Angoulême ; ils y vécurent jusqu'en février 1834 et Balzac y séjourna plusieurs fois durant cette période. Ils prirent leur retraite au domaine de Frapesle à Issoudun où ils eurent un nouvel enfant, Yorick né en 1834 et où ils vécurent jusqu'en 1848. Durant cette période Balzac vint séjourner chez les Carraud à plusieurs reprises (avril 1834, août 1835, février et mars 1838). Il y écrivit deux de ses romans : César Birotteau et La Rabouilleuse.
Le domaine de Frapesle étant trop lourd financièrement, ils le quittèrent en 1848, le louèrent puis le vendirent en 1851. Ils vinrent s'établir à Nohant-en-Graçay chez le frère de Zulma, Silas Tourangin, qui fut maire de Nohant de 1848 à 1850. Zulma Carraud était à la fois bénévolement médecin de campagne et maîtresse d'école. Elle y écrivit dix livres pour enfants en plus de leur enseigner la lecture.
Son mari mourut le 13 février 1864 à Nohant-en-Graçay où il est enterré. Son fils Yorick fut tué à Sedan en 1870. Son frère, Silas Tourangin, mourut le 1er septembre 1874. Son fils aîné, Yvan mourut en 1881. Tous ces deuils affectèrent profondément Zulma qui quitta Nohant pour aller se réfugier à Paris, au 10 avenue de l'Opéra, chez sa belle-fille, épouse de son fils Yvan. Elle y mourut le 24 avril 1889 à l'âge de 93 ans. Elle fut enterrée dans le carré familial à Nohant-en-Graçay aux côtés de son époux, de son frère et de ses deux fils.
Son fils Yvan (1826-1881) fut conseiller général du Cher. Son petit-fils, Gaston Carraud (1864-1920), compositeur de musique, a obtenu en 1890 le premier Grand Prix de Rome. Son arrière-petit-fils Philippe Hériat (1898-1971), de son vrai nom Raymond Payelle, fut acteur de cinéma, romancier, dramaturge et académicien Goncourt.

## Relation avecHonoré de Balzac[2]
Zulma Tourangin rencontre Honoré de Balzac étant adolescente, peut-être en 1809. Ils se lient d'une forte amitié : "Je ne veux pas de cette amitié charmante que vous offrez aux femmes, je prétends à un sentiment plus élevé." De 1829 (première lettre authentifiée à cette date) à 1850 ils s'échangent plus de 137 lettres et se rendent visite de nombreuses fois. Dans ses lettres, Zulma critique et donne son avis sur les essais de l'écrivain, qualifiant leur amitié de sincère, fidèle et sûre, Zulma s'épanche aussi sur ses déceptions personnelles. La famille Carraud installe même une chambre et un bureau à l'écrivain dans le château de Frapesle, lui permettant de séjourner quand il le veut notamment en 1834, 1835 et 1838. Balzac dira avoir beaucoup d'amitié et de respect envers le mari de Zulma.

## Adaptation à l'écran
Le rôle de Zulma est interprété par Julia Dancourt dans le téléfilm : Un grand amour de Balzac, France-Pologne  réalisé par Jacqueline Audry et Wojciech Solarz, sorti en 1973, adapté de la biographie d'Honoré de Balzac.

## Œuvres
- La Petite Jeanne ou le devoir, 1852
- Contes et historiettes à l'usage des jeunes enfants qui commencent à savoir lire, 1853
- Maurice ou le travail, 1853
- Lettres de famille ou modèles de style épistolaire pour les circonstances ordinaires de la vie, 1855
- Les Métamorphoses d'une goutte d'eau, 1864
- Historiettes véritables pour les enfants de quatre à huit ans, 1864
- Une servante d'autrefois, 1866
- Le Livre des jeunes filles, simple correspondance, 1867
- Les Veillées de Maître Patrigeon, entretiens familiers sur l'impôt, le travail, la richesse, la propriété, la famille, la probité, la tempérance, etc., 1868
- Les Goûters de la grand-mère, 1868